# Petr Kachna
Petr Kachna (1932, Peter Duck) je třetí díl románového cyklu anglického spisovatele Arthura Ransoma o prázdninových dobrodružstvích dvou dětských sourozeneckých skupin, které se nazývají Vlaštovky (John, Zuzana, Titty a Roger Walkerovi) a Amazonky (Nancy a Peggy Blackettovy).
Kniha se poněkud vymyká z řady ostatních příběhů cyklu. Dá se dokonce říci, že jde o dílo žánru fantasy. Dětští hrdinové prožijí tentokrát „skutečné“ dobrodružství daleko od Anglie, neboť se vydají spolu s oživlým vysloužilým námořníkem Petrem Kachnou (kterého si jako svého literárního hrdinu stvořila Titty Walkerová o minulých prázdninách v příběhu Trosečníci z Vlaštovky) a se strýčkem Jimem alias kapitánem Flintem ve škuneru Divoká kočka na širé moře. Protože Petr Kachna ví, kde je uložen poklad, je Divoká kočka pronásledována plachetnicí Zmije, obsazené piráty v čele s kapitánem Černým Jakem. Ve vzájemném střetnutí, ve kterém jde skutečně o život, naši hrdinové obstojí a loď pirátů se ve strašlivé bouři potopí.

## Česká vydání
- Prázdniny na moři, Josef Hokr, Praha 1936, přeložil Jaromír Hořejš,
- Petr Kachna, SNDK, Praha 1961, přeložila Zora Wolfová, znovu Toužimský a Moravec, Praha 1998 a 2009.
- Petr Kachna Albatros, Praha 2017, přeložila Zora Wolfová.